# Al Capp
Al Capp, född Alfred Gerald Caplin 28 september 1909 i New Haven i Connecticut, död 5 november 1979 i South Hampton i New Hampshire, var en amerikansk serieskapare.
Capp är mest känd för sin satiriska humorserie Knallhatten (L'il Abner), som startade 1934. Han skrev också manus till serierna Abbie an' Slats och Long Sam. Han tilldelades 1947 en Reuben Award som årets serieskapare.